# Heiligendamm
Heiligendamm es un distrito de la ciudad de Bad Doberan en Mecklemburgo, Alemania. Es notable como el primer balneario de la Europa continental y el mar Báltico, fundado en 1793. Fue el lugar donde se celebró la cumbre internacional del G8 en el año 2007. La zona del balnerario tiene unos 300 habitantes.